# AS–203
Az AS–203 (Apollo–Saturn–203) az amerikai Apollo-program második személyzet nélküli tesztrepülése, a Saturn IB hordozórakéta próbája volt.
Az Apollo-programban az Amerikai Egyesült Államok embert kívánt juttatni a Holdra, mindenki más – és egyben elsősorban a Szovjetunió – előtt, amelynek képességétől a szándék bejelentésének pillanatában meglehetősen messze állt. Ahhoz, hogy meg tudja valósítani a célt, egy példa nélkül álló műszaki fejlesztési sorozatba kellett fognia, amely magába foglalta többek között különböző űrhajók, a meglévőnél nagyságrenddel erősebb rakéták, az ezekhez szükséges gigantikus infrastruktúra fejlesztését. Mindebbe a fejlesztésbe lényegében tapasztalat nélkül – vagy éppen csak minimális tapasztalat birtokában – vágtak bele, így külön terv létezett arra vonatkozólag is, hogyan kell kipróbálni a fejlesztési folyamatból kikerülő egyes fejlesztési eredményeket. A fejlesztés fő ágai az űrhajó és a rakéta voltak. Utóbbiból több célnak is megfelelő típusokat fejlesztettek a Saturn rakétacsaládon belül.
A terv egy lépcsőzetes, egymásra épülő lépésekből álló repülés sorozatként állt fel, ám éppen az AS–203 volt az a küldetése, amely kivételt jelentett ezen a lépcsőzetes terv szövetén, egy teljesen más irányú próbát iktatva be a sorozatba. A felbocsátási folyamat egyik kulcsa volt, hogy az S–IVB rakétafokozatot másodszor is újra kellett indítani egy kétórás Föld körüli keringési periódus után. A Földön nem tudták szimulálni és a mérnököknek nem volt adata arra vonatkozóan, hogyan viselkedik a maradék hajtóanyag az űrhajó tartályaiban a súlytalanság körülményei között. A NASA ennek kiderítésére és az újraindíthatóság biztosságának erősítésére közbeiktatott egy próbát, amikor kizárólag a rakétára irányult a figyelem, kiderítendő, hogyan viselkedik a tartályban a cseppfolyós hajtóanyag.
A startra 1966. július 5-én 20:53:00 (UTC) került sor. A rakéta rendben egy közel körpályára állt a Föld körül, a tartályban pedig 8633 kg hajtóanyag maradt és a tartályba szerelt kamera filmre vette, hogyan viselkedik a folyadék. A mérnökök nyugtázták, hogy a folyadék éppen úgy viselkedik, ahogyan azt várták. Később elvégezték a J–2 hajtómű szimulált újraindítását is. Ezzel a kísérlet a végére ért, a rakétafokozat visszasüllyedt a légkörbe és a elégett. A tesztet teljes sikernek minősítette a NASA.

## Előzmények
Az 1950-es és 1960-as évek hidegháborújában a világ két szuperhatalma között elindult az űrverseny egy speciális versengés, egyfajta önálló technológiai erőpróba, amely addig ismeretlen színtéren folyt, hogy egymás előtt – és a világ többi részének közvéleménye előtt – bizonyítsák melyik állam (és egyben világrend képes végrehajtani olyan teljesítményeket, amelyek egyrészt a létező legmagasabb csúcstechnológiát képviselték, másrészt megelőztek velük mindenkit. Ebben a versenyben kezdetben a Szovjetunió járt elöl, az USA pedig kétségbeesetten próbálta utolérni a szovjet teljesítményeket. Ennek folyományaként állították fel a NASA-t amerikai oldalon, majd a sorozatos kudarcélmények hatására határozták el – és hirdette ki John F. Kennedy –, hogy embert juttatnak a Holdra. Ez elhomályosította volna a szovjetek addigi összes teljesítményét azzal, hogy egy elképzelhetetlen projekt végrehajtásával törtek volna előre.
A mérhetetlenül nagynak tűnő feladatot a NASA kapta, amelynek keretein belül több lépcsőben ki is dolgozták a Hold elérésének elvi módszerét. A fejlődési lépcsők során előbb az ún. direkt leszállás módszerét vették elő a korábbi tanulmányok közül, amelyet elég hamar – annak gyakorlati megvalósíthatatlansága miatt – felváltott az ún. EOR (Earth Orbit Rendezvous – Randevú Föld körüli pályán) módszer, végül pedig – egy 1914-es forradalmi megoldás újra felmerülése nyomán – lefektették az ún. LOR (Lunar Orbit Rendezvous – Hold körüli pályán végrehajtott randevú) koncepcióját. Az elgondolások között a felküldendő tömeg volt a döntő tényező. Az első esetében egy óriási tömegű rakéta szállt volna fel a Földről, majd eljutván a Holdhoz le a holdfelszínre majd dolga végeztével vissza újra a Földre, amelynek magával kellett volna cipelnie mindent: a Földről való felszálláshoz szükséges rakétát, űrhajót, hajtóanyagot, majd a holdi leszálláshoz és az onnan való felszálláshoz szükséges ugyanilyen eszközöket és erőforrásokat is. A második elképzelés már annyit enyhített ezen, hogy a gigantikus feljuttatandó tömeget több „csomagban” juttatta volna fel Föld körüli pályára, ahol összedokkolgatva őket indulhatott volna a Holdra a még mindig ugyanakkora űrszerelvény. Ez a megoldás is azzal járt volna, hogy visszafelé egy akkora űrszerelvény startolt volna a holdfelszínről, mint a Mercury program rakéta-űrhajó rendszerei, amelyhez egy hatalmas indítóállásra és százas nagyságrendű személyzetre volt szükséges itt a Földön is, szemben a holdi nulla kiszolgáló infrastruktúrával. A harmadik pedig azt a forradalmi újítást hozta el, hogy két külön űrhajót vizionált, egyet amelyikben a holdutazók eljutnak a Holdig, majd vissza a Földre és egy másikat, amelyet csak a holdi leszállásra és felszállásra használnak. Ezzel meg lehetett takarítani azt a jelentős tömeget, amely a hazajutáshoz szükséges hajtóanyag kényszerű Holdra juttatásával, majd onnan való felszállításával járt volna. Ez utóbbi koncepció kijelölte a fejlesztési irányokat is: kell egy nagyobb és egy kisebb űrhajó, egy anyaűrhajó és egy holdkomp. Egyben ez a terv kijelölte a hasznos tömeg (űrhajók, személyzet, hajtóanyag, készletek stb.) feljuttatásához szükséges hordozóeszközök iránti igény fő paramétereit is, amelyek a kisebb feljuttatandó tömeg miatt értelemszerűen sokkal szerényebbek voltak, mint a korábbi ilyen igények. Sőt a haderőnemek fejlesztései között a tervezőasztalon feküdt is olyan terv (a Saturn rakétaosztály), amelynek paraméterei hasonlóak voltak az igényekhez.
Az általános koncepció birtokában kezdődött a részletes fejlesztés úgy az űrhajókra, mint a rakétákra vonatkozóan. Az egyes szakterületek megkapták az egyes hardver részegységek fejlesztését. Megkezdődött az Apollo űrhajó és a holdkomp tervezése űripari beszállítók – a North American és a Grumman – bevonásával, illetve a hordozórakéták fejlesztése. Utóbbi irányban már nem a nulláról indult a fejlesztés. Wernher von Braun már a koncepció kialakulása előtt elkezdte óriásrakéták fejlesztését. Az egyik ilyen rakéta a Saturn I, illetve később annak továbbfejlesztett változata, a Saturn IB volt, amely kisebb tömeget volt képes feljuttatni, a másik pedig egy valódi óriás a Saturn V volt. A LOR koncepció zsenialitása éppen abban állt, hogy a feljuttatandó tömeg éppen belefért a már fejlesztés alatt levő rakéták kapacitásába. De úgy ennek a rakétának, mint az űrhajóegységeknek végig kellett járnia a fejlesztés különböző lépcsőfokait. Ez a fejlesztés egy sor tesztet foglalt magába, amelyeket egyrészt a gyártóhelyen (pl. különböző statikus hajtóműtesztek), másrészt csak az egyes rakétafokozatok külön kipróbálásával, harmadrészt pedig a Földön lehetett elvégezni. A NASA így ki is dolgozott egy lépcsőzetes, egymásra épülő tervet a tesztek végrehajtásának sorozatára

### A Saturn IB rakéta fejlesztése

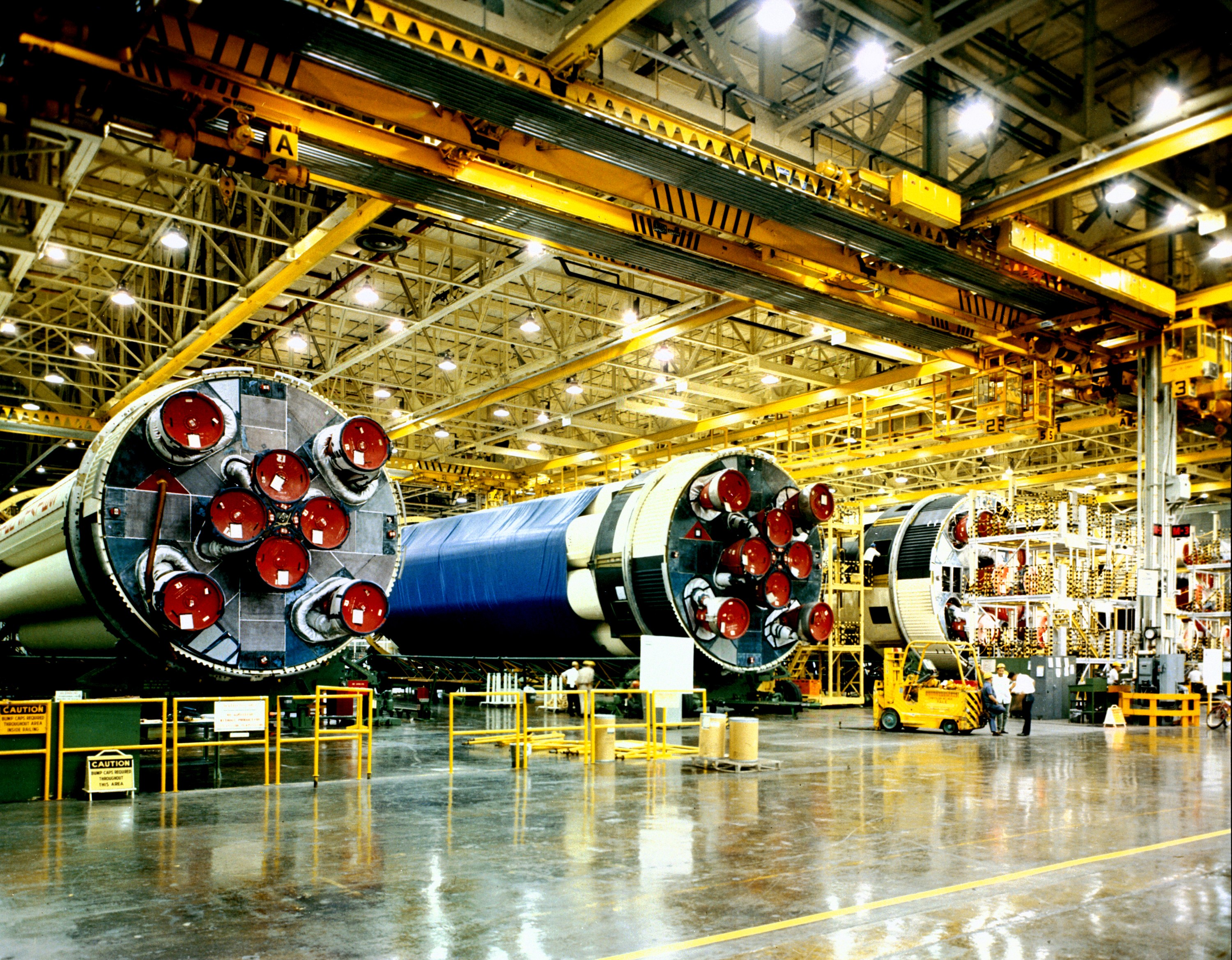
Saturn IB S–IB fokozatok készülnek a Michoud Összeszerelő Üzemben

Az USA rakétafejlesztései a különböző haderőnemeknél szétaprózva folytak, egészen addig, míg Dwight D. Eisenhower elnök össze nem vonta őket a NASA keretein belül. A rakétafejlesztések első számú szempontja a haderő ellátása volt különböző hatótávú ballisztikus rakétákkal, amelyekkel az USA atomhordozó kapacitását elégítették ki, ám az űralkalmazások felé is kacsingattak. Ilyen űralkalmazás volt a Juno–1 rakéta, amelyet a Szputnyik–1-gyel elszenvedett vereség szépségtapaszaként indítottak Föld körüli pályára az Explorer–1 műholddal és amelyet az addig csak afféle stratégiai tartaléknak tartogatott Wernher von Braun és német mérnökcsapata készített. Úgy a katonai, mint az űralkalmazások új, nagyobb teljesítményű eszközöket követeltek meg, ezért a Hadügyminisztérium formálisan is megalapította az ARPA-t 1958. február 8-án, amely első feladatául a rakétafejlesztésekkel kapcsolatos követelmények kidolgozását és a rendelkezésre álló alternatívák összehasonlítását kapta feladatul.
Az ARPA végül a rakétaprogramok közül szelektálva csak a legígéretesebbeknek adott zöld utat és fejlesztési kapacitást. Az akkoriban folyó fejlesztések közül a Jupiter rakéták fejlesztése tartott a legelőrébb, ez mutatkozott egyedül megfelelőnek a 9–18 tonna közötti kiíráshoz. A kiírás alapján a Rocketdyne láthatott neki egy új rakétahajtómű, a H-1 (a későbbi Saturn I és Saturn IB hajtóművének) gyártásához.
Nem sokkal később megalakult a NASA és a rakétaprojekteket összevonták a szervezeten belül a hatékonyság növelése céljából. Az űrügynökségen belül a Saturn Vehicle Evaluate Committee, vagy ismertebb nevén a Silverstein-bizottság értékelte ki majd szelektálta ki a továbbfejlesztésre érdemes és nem érdemes projekteket. Tette ezt olyan mélységig, hogy az egyes projektek értékes elemeit is kiemelve, szinte Lego-szerűen illesztette össze a rendelkezésre álló eszközökből a lehetségesen (és hatékonyan) fejleszthető rakétákat. Ilyen hatékonyan fejleszthető verzió volt az ARPA Saturn iniciatívája is, amely a Jupiter/Juno rakéták bázisán kifejleszthető új nehézrakéta osztály volt. A rakétacsalád különböző méretű és teljesítményű hordozóeszközökből állt fel. Ezek legkisebbje a C–1 jelű fejlesztési program volt, amelyhez két rakétafokozatot terveztek: egy nyolc darab, fejlesztési fázisban levő Rockedyne H–1 típusú hajtóművet magába foglaló S–I jelű fokozatot és egy hat darab RL10 Centaur hajtóművet használó S–IB jelű második fokozatot. (Később C–5 jellel egy másik rakétát is kiválasztottak, amelyből később megszületett a Saturn V holdrakéta.) A rakéta kapacitása azonban nem mutatkozott elégségesnek arra a célra amelyre szánták: a Saturn I csak a követelmének alsó szintjét jelentő 9100 kg tolóerő kifejtésére volt képes, míg a vele feljuttatni kívánt Apollo űrhajó üres tömege is 11 900 kg volt, és még nem számolt senki a hajtóanyaggal. A célok maradéktalan teljesítésére továbbfejlesztések váltak szükségessé.
A C–1 projekt később a Saturn I nevet kapta hivatalosan és 1961-65 között összesen 10 repülésen tökéletesítették ki. A továbbfejlesztés nem állt meg és 1966. május 12-én a NASA bemutatta az ún. továbbfejlesztett Saturn I-et, a Saturn IB-t. Ebben tovább tökéletesítették a H–1 hajtóműveket, további kb. 15%-kal nagyobb tolóerőt kinyerve belőle, valamint az S–IV fokozat RL10-eseit egyetlen vadonatúj J–2-esre cserélve (a fokozatot pedig S-IVB-re átnevezve) és a tolóerőt közel megduplázva a feljuttatható tömeget 15 000 kg-ra növelték (ami még később 19 000 kg-ra növekedett és ezzel vagy az Apollo űrhajó, vagy a holdkomp könnyedén feljuttatható lett. Az új rakéta első startját az Apollo program első hivatalos startjaként, mint AS–201 1966. február 26-ra írták ki.

### AS–201

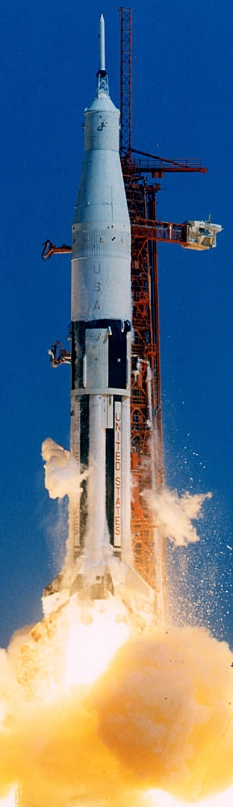
Az AS–201 felszállása

A NASA a tervek szerint kitűzte az elkészült és földi teszteken átesett kisebb Saturn rakéta, valamint a szintén elsőként készre jelentett Apollo űrhajó valós, űrbeli körülmények közötti próbáját. Tette ezt azért mert látniuk kellett a rakéta és űrhajó strukturális integráltságát, valamint az egységek valós működését különös tekintettel a rakéta esetében a meghajtásra és az inerciális navigációs rendszerre, az űrhajónál pedig a létfenntartó rendszerre, a meghajtásra és a visszatéréshez szükséges hőpajzsra. A teszt indítása csak hosszasabb csúszás után vált lehetségessé.
A NASA eleve óvatos volt a teszt kiírásával és csak egy űrugrás során akarta először tesztelni az űrszerelvényét, igaz a felbocsátás, hajtóműtesztek és a légkörbelépés szekvencia ezen a repülési profilon is maximálisan modellezhető volt. A startra 1966. február 26-át tűzték ki (és ehhez képest indult el három nappal korábban a visszaszámlálási folyamat), ám a start 9:00 órás időpontja előtt 3 másodperccel a kompouterek hibát észleltek: a Saturn IB héliumtartályaiban a nyomás a kritikus érték alá csökkent. A startot megszakították, a visszaszámlálási folyamatot visszaállították T-15 percre és leállították. Hosszas vita kezdődött a cape canaverali mérnökök és Wernher von Braun huntsville-i csapata között a megoldásról, amit pontosan nem ismert senki. A hiba valószínű oka vagy valamilyen oxigén szivárgás volt (amelynek helyét töltötte fel a hélium, így fogyhatott a tartályból a tervezettnél gyorsabban), vagy magában a hélium rendszerben volt valamilyen repedés. Megoldásként a huntsville-iek azt ajánlották, hogy emeljék meg a hélium regulátor nyomását és töltsék kissé túl a tartályt. Miután ezt az indítóállás személyzete megtette, a visszaszámlálást 10:57-kor indították újra.
Ezt követően semmilyen rendellenesség nem jött már közbe, így a startra 1966. február 26-án 11:12-kor (16:12 UTC) került sor. A rakéta első fokozata, az S–IB 57 kilométer magasra juttatta az űrszerelvényt, majd rendben levált és az S–IVB gyorsított tovább, egészen 425 kilométer magasságig víve az űrhajót. Itt a rakétafokozat levált és az űrhajó parabolaíven repült tovább, egészen 488 kilométer magasságig. A pálya csúcspontján beindították az űrhajó SPS hajtóművét 184 másodpercre, amellyel az űrhajó meredek süllyedésbe ment át. A hajtóműleállás után 10 másodperc szünet következett, majd újra beindították a hajtóművet, hogy igazolják az újraindíthatóság képességét. Az új manőver 10 másodpercig tartott, az űrhajó ekkor 8300 m/s sebességgel repült. Ekkor leválasztották egymásról a parancsnoki egységet és a műszaki egységet, előbbit menetiránynak háttal fordították, hogy a hőpajzsa nézzen előre és kezdje fékezni az űrhajót a leszálláshoz. Az űrhajó végül az űrugrás végén 37 perces repülés után 72 kilométerrel a tervezett leérkezési pont mellett érte el a déli Atlanti-óceán vizét, ahol a USS Boxer repülőgép-hordozó várta és emelte ki a vízből két és fél óra múltán.
A tesztet a NASA alapvetően sikeresnek ítélte, bár három komolyabb hiba is előfordult a rövid repülés alatt. Az első hiba az Apollo űrhajó SPS hajtóművét érintette. A hajtómű csak 80 másodpercig működött megfelelően, majd a nyomás jelentősen csökkent és hélium jutott az égéstérbe (normál esetben ott ennek agáznak nem lett volna szabad jelen lennie, az csak a hajtóanyagtartályt töltötte volna fel, ahogy a hajtóanyag kifogyott belőle, ám mégis bejutott a fő hajtóanyag áramba. A hibát az okozta, hogy valahol törés keletkezett az oxidálóanyag rendszerében, amelyen át a hélium bejutott a rendszerbe.A másik hiba az elektromos rendszerben keletkezett, amelynek nyomán a kormányrendszer bénult meg a visszatérés során és a visszatérés során az űrhajó pörögve tért vissza a légkörbe. Harmadikként pedig egy rövidzárlat következtében elvesztek a visszatérés során rögzített mérési eredmények. Az utóbbi két hiba egyértelműen vezetékezési hiba volt, amelyek könnyen javíthatók voltak.

### Közvetlen előkészületek
Az eredeti tervek szerint a program úgy lépett volna tovább, hogy elindítanak egy az Apollo űrhajót immár Föld körüli pályára állító repülést, kicsit bonyolultabb repülési programmal, mint az volt az AS–201-en. Ám az űrhajó SPS hajtóművével kapcsolatban felmerült probléma az előző repülésen kissé átírta a terveket. A két űrhajóval végzett próba után következett volna egy érdekes, űrhajót fel sem juttató repülés, amely kizárólag a rakétára koncentrált volna. A koncepció szerint az S–IVB fokozat újraindítható volt, ám arra vonatkozólag semmiféle tapasztalat nem állt rendelkezésre, hogy a súlytalanságban, egy rakéta tartályában hogyan viselkedik a cseppfolyósra hűtött hajtóanyag (vajon gömbbé áll össze, vagy sok apró cseppre esik szét, senki nem tudta). Mivel ez a kérdés földi szimulációval nem volt eldönthető, egy rakétateszt során egy repülést akartak áldozni a kérdés eldöntésére, a folyadák űrbeli viselkedésének megfigyelésére, amelyre csak a Saturn I rakéta indult volna hasznos teher nélkül. Ez volt az AS–203 repülés.
Az SPS probléma, illetve annak kivizsgálása hosszabb idő igénybevételét vetítette előre, így a NASA vezetése úgy döntött, hogy az űrhajót nem igénylő AS–203-at inkább előrehozza és megcseréli az AS–202-vel, hogy ne veszítsen időt, így a két repülés helyet cserélt.
A rakéta repülésre való felkészítése sokkal kompaktabb folyamat volt, mint korábban z AS–201 elhúzódó összeszerelése volt. Az elsőként érkező részegység a főszereplő S–IVB volt, amely 1966. április 6-án érkezett Cape-re, majd ezt követően az S–IB kötött ki április 12-én, végül két nap múltán, április 14-én az IU is megérkezett. A rakéta felállítása a 37B indítóállásban 1966. április 21-én történt meg.
Az irányítás számára a feladatokat is meghatározták:
- felmérni az S–IVB műszeregységének működését valós űrbeli körülmények között
- adatokat nyerni a rakéta áramoltató és hűtési rendszereiről, az üzemanyagtartályok folyadékdinamikai és hőeloszlási tulajdonságairól, az irányítási és hőszigetelési rendszer működéséről a keringés során

## Repülés

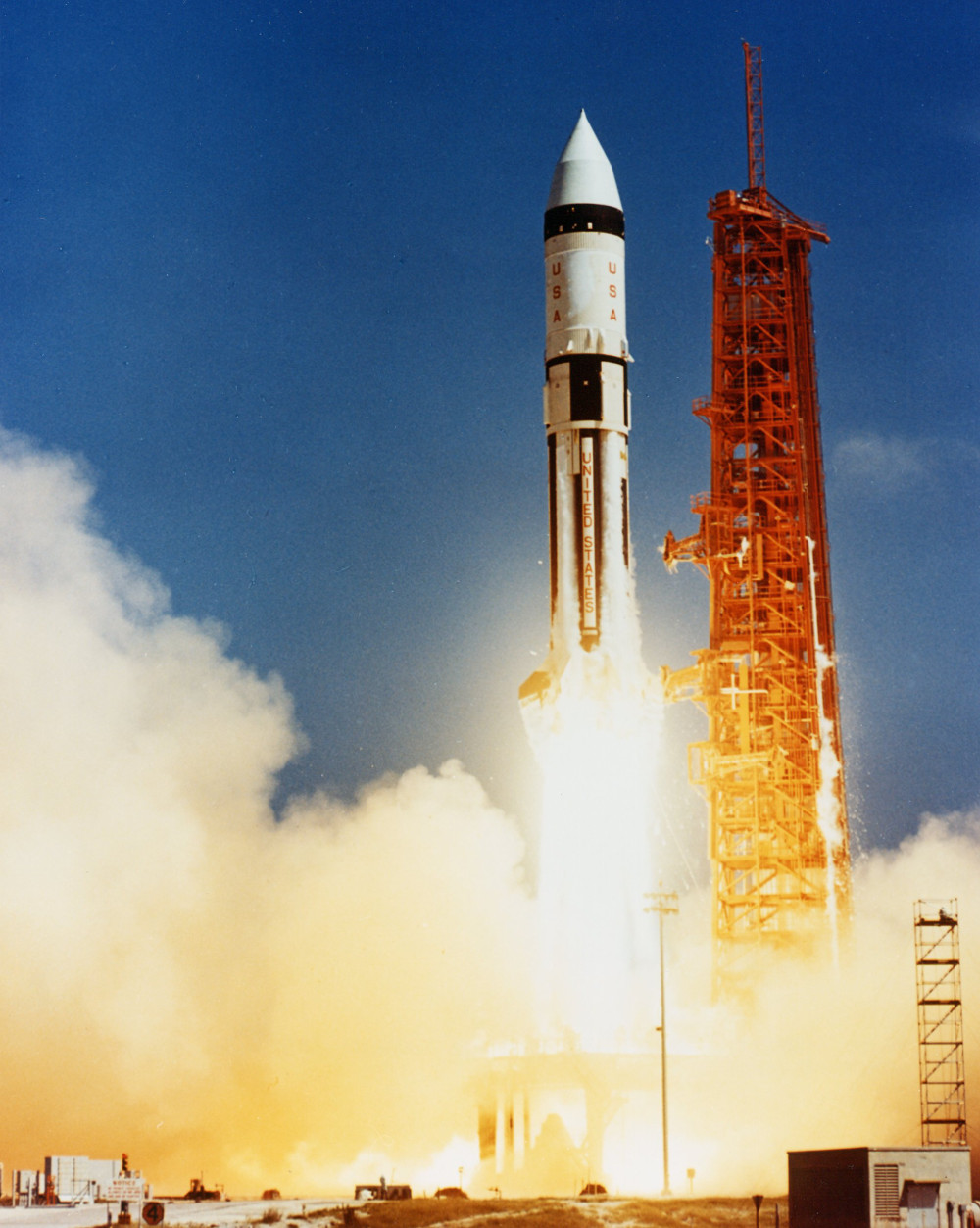
Az AS–203 felszállása Cape Kennedy-ről, 1966. július 5-én

Az AS–203 felszállása egy kissé kalandosan indult. Az 1966. július 5-re kitűzött startfolyamat 8:45-kor (13:45 UTC) a tervek szerint egy 15 perces szünetre leállt. Ez alatt az idő alatt orvosolni lehetett a röviddel korábban felmerült problémát: az S–IVB hajtóanyagának megfigyelésére beépített két kamera közül az egyik meghibásodott. A 15 percesre tervezett leállás másfél órásra nyúlt és a kamera hibáját nem sikerült elhárítani. Így az a döntés született, hogy az egyetlen megmaradt kamerával száll fel a rakéta és a folyamat visszatér a T-15 perces állapothoz. Már csak három perc volt hátra az indításig, amikor ismét le kellett állni 2 percre, mivel a Bermuda-szigeteken levő követőradar hibát jelzett.
A startra végül 1966. július 5-én 10:53:17-kor (15:53:17 UTC) került sor a Cape Kennedy 37B indítóállásáról. Hasznos tömeg nélkül a szerelvény tömege jóval kisebb volt, mint amelyre a rendszert tervezték, így a felszállás során a rakéta jobban gyorsult a tervezettnél (a hangsebességet 6,67 kilométeren érte el, 51,6 másodperc repülés után, 12,9 másodperccel korábban, mint az egy normál, hasznos terhet is szállító változatban történt volna). Az S–IB megbízhatóan tette a dolgát és 143 másodpercet követően vált le. A mérnökök kíváncsiak voltak a fokozat leválasztására, ezért két kamerát szereltek a rakétára, amelyek rögzítették a leválást. Ezek a kamerák aztán szintén leváltak a rakétáról és önállóan zuhantak vissza a tengerbe, ám a NASA-nak csak az egyiküket sikerült kiemelni később. Ezt követően az S–IVB szintén tökéletesen működve egy 185,4x189,3 kilométeres, közel körpályára állt (alig valamivel a tervezett 190 kilométeres körpálya alatt).
A rakétafokozatban szándékosan – éppen a kísérlet miatt – 8633 kg cseppfolyós hidrogén maradt. Az egyetlen megmaradt kamera már az első keringésben sikeresen rögzítette a hajtóanyag viselkedését a súlytalanságban. A mérnökök megnyugodva láthatták, hogy a folyadék pontosan úgy viselkedett (még a tartályba szerelt áramlásrontó, illetve ventiláló berendezések tekintetében is), ahogy a legvalószínűbb jóslatok jelezték előre. Elvégezték a J–2 hajtóművek szimulált újraindítását is, sikerrel. Illetve sikerrel zárták az először repülő teljes értékű IU próbáit is.
A negyedik keringésre a fokozatból folyamatosan távozó hajtóanyag okozta tolóerő fokozatosan 202,5x216,9 kilométeres ellipszisre emelte a szerkezet pályáját. Ekkor egy utolsó teszt következett: elzárták a hidrogén tartályok kiáramlását és kinyitották az oxigénét, ezzel nyomáskülönbséget hoztak létre. A nyomáskülönbségtől szerkezeti károsodásokat vártak, amely be is következett. Az utolsó telemetriai jeleket a repülés 6 óra 20 percénél vették, majd utána már csak radarjeleket vettek, amelyek ezúttal törmelékfelhőt is érzékeltek a fokozat körül. Az S~IVB tartályai nyilván felnyíltak.
Az alacsony pályamagasság miatt a fokozat néhány nap múltán lefékeződött és visszatérve a légkörbe elégett.

## Lásd még
- S-IVB
- AS-201 (Apollo-2)
- AS-202 (Apollo-3)